# Собор святих Лаврентія та Єлизавети (Роттердам)
Кафедральний собор святих Лаврентія та Єлизавети (нід. HH. Laurentius- en Elisabethkathedraal) — католицький храм, що є кафедральним собором Єпархії Роттердама, розташований у нідерландському місті Роттердамі, освячений на честь святих Лаврентія та Єлизавети; пам'ятка у псевдороманському стилі початку XX століття.

## Історія
Церкву святих Лаврентія та Єлизавети почали будувати в 1904 році в псевдороманському стилі. 
Храм будувався у два етапи за проектом архітектора Бускенса, який взяв за модель Замок Вартбург (Тюрингія, Німеччина). Так, у перший етап будівництва з 1906 до 1908 року був зведений фасад храму. 
Відтак, 1 травня 1908 року культова споруда була освячена на честь святої Єлизавети Угорської, і почала використовуватися як парафіяльна церква. 
I Світова війна сповільнила будівництво храму. У другий етап (1920—22) були добудовані дві вежі.
У Другу світову під час повітряного нальоту в 1944 році значно постраждав бічній неф роттердамської церкви св. Єлизавети. Будівлю відремонтували вже по війні.
16 липня 1955 року було засновано католицьку Єпархію (дієцезію) Роттердама. У наступному (1956) році храм став кафедральним собором єпархії Роттердама. Йому додали ім'я святого Лаврентія, що є небесним заступником Роттердама.